# うつし絵 (新垣結衣の曲)
『うつし絵』（うつしえ）は、新垣結衣の4枚目のシングル。2009年5月27日にWARNER MUSIC JAPANから発売された。

## 概要
初回限定盤・通常盤に加え、完全限定生産盤の計3形態での同時発売となった。初回限定盤および通常盤の初回プレス出荷分には、ジャケットデザインステッカーが封入されている。また、初回限定盤は新垣本人描き下ろしのオリジナルイラストによるジャケット仕様となっており、完全限定生産盤は影絵画家の藤城清治とのコラボレーションジャケット仕様となっている。
タイトル曲「うつし絵」は、日本テレビ系水曜ドラマ『アイシテル〜海容〜』の挿入歌。楽曲がドラマタイアップに使用されるのは、2008年の「Make my day」以来2度目となる。また、メレンゲのクボケンジが楽曲提供を行うのは、アルバム『そら』収録曲「heavenly days」、シングル『赤い糸』カップリング曲「つないだ手」に続き3度目となる。PVには、新垣の事務所の後輩で、タイアップとなっている『アイシテル〜海容〜』にも出演している女優の川島海荷が出演している。
カップリング曲「言えない「スキ」」は、前作「piece」を楽曲提供したシンガーソングライターの川江美奈子による作曲となる。また、「ハチミツ」は、東京放送ホールディングス『春の花Sacas』テーマソングに起用された。
同日には、メレンゲがセルフカバーをしてシングルを発売している。

## 収録曲
1. うつし絵
作詞：岩里祐穂、作曲：クボケンジ
2. 言えない「スキ」
作詞：新垣結衣、作曲：川江美奈子
3. ハチミツ
作詞：岩里祐穂、作曲：島本道太郎・村山☆潤
4. うつし絵 (naked voice ver.)
5. うつし絵 (instrumental)